# やりたいふたり
『やりたいふたり』は、谷口恒平監督の日本映画。第2回OP PICTURES新人監督発掘プロジェクト優秀賞獲得作品。

## 概要
谷口恒平初のピンク映画。R-18ピンク映画『悶絶劇場 あえぎの群れ』として2019年8月9日公開。「OP PICTURES+ フェス 2019」の一本としてR-15版として再編集し、改題。『やりたいふたり』として2019年8月24日より公開。「OP PICTURES+ フェス 2019」ではポスター、パンフレットのメインビジュアルに起用された。
2020年4月に開催されたピンク映画ベストテンで年間1位を獲得。本作監督の谷口恒平が監督賞、撮影の金碩柱が桃熊・技術賞を受賞した。
主要キャストは谷口のリクエストにより決まり、寝取り経験をAV作品で告白していた横山夏希、ギャルものAVに出ていた永瀬愛菜をほぼそのままの役柄で抜擢。逆に演技経験豊富な霧島さくらをストーリーを回す役柄に抜擢した。また、監督の谷口と主題歌のおとぼけビ～バ～とは大学の同級生という間柄である。
セックスができないという特殊な夫婦の関係性をエロコメディとして描く。裏モチーフとして芥川龍之介『藪の中』が採用されている。
2020年9月25日から行われるUPLINK渋谷での特集上映「OP PICTURES TEAM若 -WAKA-」でR-18版が初の一般劇場公開。11月25日には「MOOSIC LAB［JOINT］2020-2021」の1本としてR-15版を再上映。

## ストーリー
やっとデビューの決まった新人漫画家・小崎愛。しかし編集者から掲載を言い渡されたのは『本当にあったエロい話』。実録エロ漫画を描くため愛は編集者から紹介された男性・春山タモツに話を聞きに向かう。ストーリーに厚みを持たせるため、妻であった秋田カオリにも取材に行くのだが……。場面やざっとしたエピソードは重なるのだが、詳細は食い違い、互いの感情も異なっていた。いったいどっちが本当なの!?

## 登場人物
秋田カオリ
演 ‐ 横山夏希
見られたい女。34歳。タモツいわく「おさせ」。
小崎愛
演 ‐ 霧島さくら 
新人エロ漫画家。処女。
櫻井ミキ
演 ‐ 永瀬愛菜
ぶち壊す女。24歳。仮名。本業はAV女優。
春山タモツ
演 ‐ 関幸治
寝取られた男。34歳。仮名。カオリいわく「勃たない男」。
チャラ男
演 ‐ 可児正光
カオリに誘われやってしまう男。
漫画家
演 ‐ 折笠慎也
小崎愛が尊敬するベレー帽の人物。
バンドマン
演 ‐ 山本宗介
ギターを持つ男。
AV男優
演 ‐ 安藤ヒロキオ

森田
演 ‐ 中村無何有
エロ漫画雑誌の編集者。
三木
演 ‐ 細川佳央

朗読劇の女優
演 ‐ 山本ロザ

## スタッフ
- 監督・脚本・編集：谷口恒平
- 撮影：金碩柱
- 照明：市川高穂、白鳥友輔
- 録音：北野愛有
- ヘアメイク：坂口佳那恵
- 劇中漫画製作：平松茉紘
- 演出応援：江尻大
- 仕上げ：東映ラボ・テック
- 制作：花園シネマ
- 配給：オーピー映画

## 音楽
- 主題歌：[[おとぼけビ～バ～「愛の暴露本」]]

## 受賞歴
- 第2回OP PICTURES新人監督発掘プロジェクト優秀賞
- ピンク映画ベストテン2019[10]
  - 作品ベストテン1位
  - 同監督賞（谷口恒平）、技術賞（金碩柱）、桃熊・主演男優賞（関幸治[11]）、助演男優賞（安藤ヒロキオ[11]）